# Dasyhelea luteogrisea
Dasyhelea luteogrisea är en tvåvingeart som beskrevs av Wirth och Williams 1957. Dasyhelea luteogrisea ingår i släktet Dasyhelea och familjen svidknott. Inga underarter finns listade i Catalogue of Life.